# 東海道五十三對
『東海道五十三對』/『東海道五十三対』（とうかいどうごじゅうさんつい）は、江戸時代後期の歌川派の浮世絵師・歌川国芳、歌川広重、三代歌川豊国による竪絵大判錦絵の揃物である。東海道五十三次の各宿場を題材として、その宿駅に因んだ故事、伝奇、歌舞伎の演目などから由来した人物画を主体とする。天保15年（1844年）から弘化4年（1847年）の間の制作とされる。

## 概要
広重が天保期に発表した『保永堂版東海道五十三次』は好評を博し、次々と五十三次物が出版されていった。こうした中で五十三次の宿駅を美人や役者に見立てた見立揃物も世に出ている。保永堂版の後には、国貞（後の三代豊国）が『東海道五十三次之内（通称・美人東海道）』で美人と風景を取り合わせて描き、続けて役者絵を見立てた『見立役者東海道五十三對之内』などが出されている。また、保永堂版の前には渓斎英泉が文政期に吉原の遊女55人を見立てた『見立吉原五十三つゐ』を発表している。このような潮流に乗って本作は制作された。
本作は6軒の版元から出版されているが、本企画は同時期に制作された揃物『小倉擬百人一首』や本作起点の「日本橋」を担当した伊場屋仙三郎（伊場仙）が中心となって進められたものと推測されている。伊場仙は最多となる16図（狂歌のみが違う「戸塚」の異版は含まず）を担当した。他の版元には、伊場屋久兵衛（伊場久・11図）、遠州屋又兵衛（遠又・11図）、伊勢屋市兵衛（伊勢市・8図）、小嶋屋重兵衛（小嶋・7図）、海老屋林之助（海老林・6図）がおりそれぞれを制作した。これらの版元は元々が団扇絵の版元であり、天保の改革により地本屋仲間が解体されたことから、団扇絵の版元も錦絵の出版に関われるようになり、新分野への進出となった。絵師は当時の歌川派を代表する国芳、広重、三代豊国の3人が担っている。国芳は『水滸伝豪傑』の続き物で武者絵の巧者として知られ、広重は保永堂版以降は流行絵師となっており、またこの時期に師の名を継いだ豊国は最も勢いを得ていた。少し時代は下るが嘉永6年（1853年）刊行の『江戸寿那古細撰記』では「錦絵」の項で最初の行より、「豊國 にかほ」「國芳 むしや」「廣重 めいしよ」と並んで記され、この3人の絵師が高い評価を得ていたことを物語っている。
枚数は五十三次物の定番である東海道の宿場53箇所に起点の日本橋と終点の京を加えた55枚であるが、広重により重複する宿場の異版が5枚製作されており、全60枚とされる。作品の内訳は、国芳が半数の30図、続いて広重が22図（「国芳との合作である「大津」を含まず）、豊国が8図となっている。各作品には「箱根（異版）」以外の全てに村田半右衛門（〇に村）の名主単印が改印（あらためいん）として押され、三代豊国の襲名が天保15年（1844年）であることから、天保15年から弘化4年（1847年）の間に刊行されたことがわかる。また、多量の揃物であるが、改印が単印であることにより、同時期にまとめて改を受けたものと推測され、制作及び発兌は短期間に行われた可能性が高い。

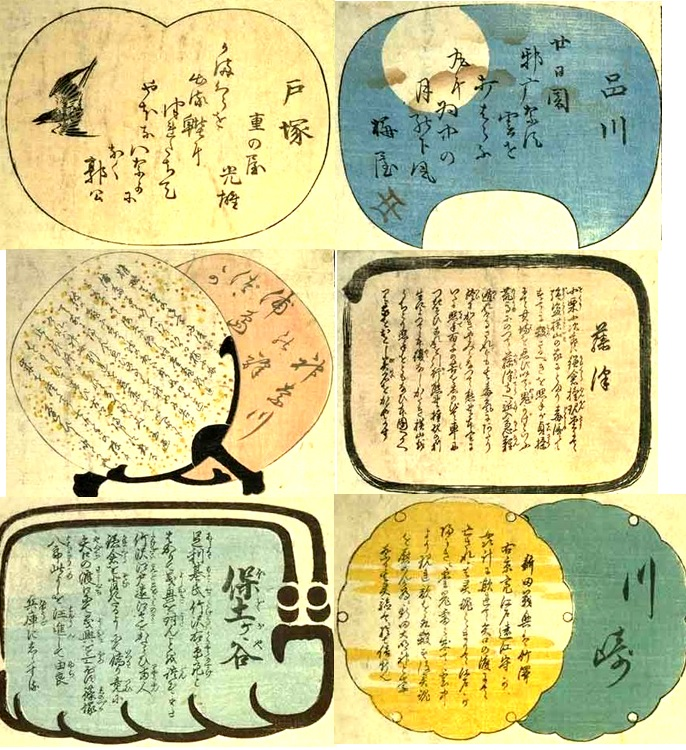
各版元による詞書の枠取り
上段左：伊場仙、上段右：伊場久
中段左：遠又、中段右：伊勢市
下段左：海老林、下段右：小嶋

本作は各土地毎に関わりの深い故事、伝記、歌舞伎の演目などに基づいた詞書と伴に関連する人物画を配したものであり、それまでの美人や役者などの単純な見立絵とは区別される。そしてこの図柄や詞書は半数以上が『東海道名所図会』を基にしており、名所図会としての役割も想起される。画面上部の3分の1には「東海道五十三對」の表題とその隣に書き込みを配して中に絵解きや狂歌の詞書を記す。各版元により詞書の枠の形は決まっており、ここだけ見ても版元を特定することができる。その下に主題となる絵を正方形の中に著す。「日本橋」と「京」や、「島田の駅」と「金谷」といった呼応した作もあるが、全体の統一性は低い。

## 模倣作
本作の模倣として大坂の絵師である五粽亭広貞によって同名の中判錦絵が発表されている。また、嘉永4年（1851年）正月には広貞と歌川貞芳によって『東海道五拾三次（外題）』（見返題は『東海道五十三対』）として中本により大坂金花堂から出版されている。これには本作と同じ配置を用いて詞書を簡略化し、絵は広貞と貞芳によって本作の構図を基として描き直されたものが使われている。

## 評価
浮世絵研究者の吉田暎二は『定本 浮世絵事典』（画文堂・1994年）において「すぐれたものでもなければ珍しいものでもない」「3人ともに努力して描いている点は見えず、ごく普通の出来栄えのみしかしめしていない」「3人が3人ともに彩色は末期共通の濃厚な色を用い、画品の低い作品である」と批判的な評価である。一方で同じく浮世絵研究者の赤間亮は、国立国会図書館、ヴェネツィア東洋美術館、プラハ国立美術館、ヴィクトリア&アルバート博物館などの多数の公共機関によって55枚揃の画帖として保管されていることから、大量の流通を想定し、また、大坂の複製に見られるような模倣作や関連作品の存在を挙げた上で、「当時においては、非常にインパクトのある企画であり、大きな成功を収めた揃物であった」と予想している。そして「天保の改革以降、大きなシリーズ物が流行するが、その傾向をいち早くとらえた作品として、もう一度見直してみる価値は高いと考えている。」と本作の再評価を求めて2011年の論文を結んでいる。

## 作品一覧
| 画像 | 絵師 | 版元   | 題              | 書き込み | 画題                         |  | 画像 | 絵師      | 版元   | 題           | 書き込み | 画題                                  |
| ---- | ---- | ------ | --------------- | --- | ---------------------------- |  | ---- | --------- | ------ | ------------ | --- | ------------------------------------- |
|      | 国芳 | 伊場仙 | 日本橋          | 手遊ひも ふり出す槍の にほんはし なまこえりさへ みゆる𩵋市 梅屋 | 橋上の女性と少女             |  |      | 国芳      | 伊場久 | 品川         | 廿日間 邪魔なす雲を 打はらふ 丸にゐ中の 月の卜風 梅屋 | 白井権八                              |
|      | 国芳 | 小嶋   | 川崎            | 新田義興は 竹澤右京亮江戸遠江守が姦計に欺れて矢口の渡にて亡され 其霊魂とゝまりて江戸が帰るさニ 霊魂雷に成て雲中より現れ 敵を取殺す 後 霊魂を慰めんが為ニ 新田大明神と崇祭る 其霊験 今ニ於て倍新也 | 新田義興                     |  |      | 豊国      | 遠又   | 神奈川の驛   | 浦島づか 雄略天皇の御時 丹後国に浦島子といふあり ある日独小舟に乗りて海上に釣し時 霊龜顕れ 彼の龜に乗り龍の都へ至りぬ 日を送りて家に帰らんと思ひ 此事を神女に告けけれハ 神女別れを恋慕ふといへとも止らず 終に別れとなり かたみに玉匣をもらひて喜び故郷へ帰りしに 数百歳を経て 七とせの孫に逢ひしとかや | 釣りをする女性                        |
|      | 国芳 | 海老林 | 保土ヶ谷        | 足利基氏 竹沢右京亮とはかりて義興を討んことを談ず また竹沢江戸遠江守をかたらひ 両人鎌倉を背きたるよしにて偽り 竟（つひ）に矢口の渡口にて義興を亡ぼす 篠塚八郎此よしを注進して由良兵庫に知らする | 篠塚八郎 由良兵庫 女房みなと |  |      | 広重      | 伊場仙 | 戸塚（初版） | 白雲に よう似た花へ 舞う蝶も とまりとまりの 枝の夕霧 重の屋光雄 | 腰元お軽                              |
|      | 広重 | 伊場仙 | 戸塚（二版）    | かまくらを 出る鰹に つれたちて やほないなかに なく郭公 重の屋光雄 | 腰元お軽                     |  |      | 国芳      | 伊勢市 | 藤澤         | 小栗小次郎ハ鎌倉権現堂にて強盗横山の家にとまり 毒酒ニてすてに殺さるへきを 照手が貞操にて其場を忍びいで鬼かげといふ荒馬に乗つて藤沢寺へ駈（かけ）入 急難遁（のか）れける されども其毒気にあたり 終にかぎやみとなつて熊野本宮にいたる 照手 百千の苦をしのびて車につきそひ これを引行（ゆく） 熊野権現の利生によつて本復なし かたき横山をうちとり照手をともなひ本國へかへり家をおこし 美名をかヾやかす | 小栗判官 照手姫                       |
|      | 広重 | 伊勢市 | 平塚            | 馬入川ハ平塚宿の手前にあり 昔ハ相模川と唱ふ 甲州猿橋より流れて大河也と相傳ふ 建久九年十二月 稲毛三郎相模川に橋供養をいとなむ 右大将頼朝公も行向ひ給ふ 此時 水上に悪霊出てくろくも舞下り 雷電霹靂（らいでんへきれき）す 頼朝公の乗馬（じょうめ）驚て水中に飛入りて忽ち死す 故に馬入川と号るよし 俗説に言傳ふ | 稲毛三郎重成                 |  |      | 国芳      | 海老林 | 大礒         | 曾我十郎祐成ハ 弟の五郎と共に父の仇（あだ）なる工藤祐経を討（うた）んと心を砕きて附覘（つけねら）ふといへども 其便（たより）を得ず 或時 不圖（ふと）大礒の遊君虎御前になれそめ深き中とぞ成にける 虎ハ祐成が本望達せし後 十九歳にて尼と也 諸国を巡り後 紀州熊野に趣（おもむ）く路（みち）にておはる 時に寛元二年正月なり 年七十一歳という | 曾我十郎祐成 虎御前                   |
|      | 国芳 | 遠又   | 小田原の驛      | 前右兵衛佐源頼朝は 永暦元年より伊豆の國に配流と成 十四年の春秋を送り給ひけるうち伊東入道の娘に馴そめ 人しれずふかき中とそなりける 此事入道の耳ニ入りし給ひ奉るべきを 祐清か忠義ニよつて 北條か館ニ入 御頼ありて終ニ時政か婦女と竊（ひそか）に相馴合ひける 是なん後ニ御臺所と仰かれ給ひ 頼朝公没後尼将軍と上れしハ 此姫君の事なりける | 源頼朝 北条政子              |  |      | 国芳      | 伊場久 | 箱根         | 工藤左ヱ門祐経は 所領の遺恨に依て河津三郎祐保を討（うつ） 其二男箱丸父の菩提の為とて箱根の別當きやうじつの弟子となる しかるに人となるにおよんで父の仇を討ん志を定む ある時當山（とうざん）へ左ヱ門祐経来る時 祐経に對面し あかぎづくりの短刀を貰ひ 弥々（いよいよ）敵（かたき）を討（うた）んと思ひそかに當山をぬけ出（いで） 下山なし 北條を頼（たのん）てゑぼし子となつて兄弟共に十八年のかん苦を経て 終に建久四年五月廿八日 冨士の裾野に於て兄十郎と共ニ工藤を討（うつて）年比（としごろ）の本望を達ス | 箱王丸                                |
|      | 広重 | 伊場仙 | 箱根（異版）    | 箱根路を ゆさんなからの 湯治とは かねを持たが 病なるべし 梅屋 | 塔の澤 湯治場の圖            |  |      | 広重      | 伊場仙 | 三嶋         | 天平五年大山祇命（おおやまぎヽのミこと）を祭りて 三嶋明神と称し奉る 故に驛の名とす 祈雨（きう）の御神にして能因法師の雨乞 光廣卿の止雨（しう） 和哥を奉りて共に感應（かんおう）あり 宮居（みやゐ）壮麗にして社頭巍々（ぎヽ）たり こヽに鎮座し給ふより千余歳（せんよさい） 神徳日々新（あらた）なり | 正月六日 三嶋祭の圖                   |
|      | 国芳 | 小嶋   | 沼津            | 水にせぬ ふかき恩きも ふミこんだ 沼津にあしの ぬけぬ旅人 梅屋 | 呉服屋十兵衛 平作 お米       |  |      | 広重      | 伊場仙 | 原           | 東海道五十三驛の内 冨士山の眺望ハ此宿のわたりを第一とす 其図は普（あまね）く世にふりたれバ こヽに圖するハふじ山と名付る紀元（はじめ）なり 竹取の翁が娘赫奕姫（かくやひめ）ハ美顔雪肌（びがんせつき）の麗人なれバ 後宮に入内せよと数度の勅宣あれども 是にしたがひ奉らず 不死の薬と一封の文をさヽげて上天（しやうてん）しける 御門（みかど） 御なげきのあまりくだんの文と不死の薬をするがの國なる高き山の嶺（みね）にすてさせたまふより この山をふしの山とぞよひなしけるとなん | 竹とり物語 かぐや姫 竹取の翁          |
|      | 広重 | 遠又   | 原（異版）      | 与右ヱ門ハ原宿（はらのしゆく）の百姓なり 天性柔和にして情深く強きをくじきよわきを助け あまたの荘園（でんはた）を持て其家富栄るといへどもいさヽかおごらず高ぶらず貧きに恵ミて業を勤む ある時夜行（よあるき）して旅人（りよじん）をなやまする悪漢（わるもの）をこらす此如（かくのごと）き義勇挙てかぞへがたし 其子孫今に栄えて連綿たり | 原宿の与右ヱ門 悪もの        |  |      | 国芳      | 伊場仙 | 吉原         | 冨士川水鳥 佐兵衛佐殿（さひやうゑのすけどの）むほんのよしありて 平家の大軍冨士川まで押よせ来りける所に ある夜 冨士沼にあまたなる水鳥の何かハ驚き 一度にぱつと立（たち）ける羽音雷大風（いかずちたいふう）の様に聞（きこ）へけれバ 平家の兵ども源氏の大軍向ひ来りと心得 皆々周章噪（あハてさわぎ）て尾州河洲俣へと落行（おちゆき）けり | 富士川の戦いで敗走する平家の軍勢      |
|      | 国芳 | 遠又   | 蒲原の駅        | 六本松の故事 むかし矢矧の浄瑠璃姫 判官殿を恋慕ふてここまて到り疲れて終（つい）に死す 里人憐ミて葬り 塚の即に松を六本植置たり 後 小野於通といへる風流の妓女此姫の生涯の事を書つらね十二段とし 薩摩といへる傀儡師に教えて節を付語せける 是浄るりの中祖也 | 小野於通                     |  |      | 国芳      | 海老林 | 由井         | 薩埵山東の麓西倉沢の茶店にて栄螺（さゝい）鮑を料理て價（あきな）ふなり この茶店富士を見わたして三保の松原手にとるごとく道中無双のけしき 此ほとりの賤（しづ）の女（め） 出汐（でしほ）をくミ あるハ鮑を拾ふてなりハひとす | 魚網を手入れする女性                  |
|      | 広重 | 遠又   | 興津            | 田子の浦風景 興津の海濱塩竃の邊より 津々浦々に小名あれとも昔ハおしなへて田子の浦と唱ふ 見わたせバ名にしあふ富士の高根愛鷹山 薩埵山 興津川の流れ 清見か関 清見寺 三保か崎其餘の眺望あげて かぞへかたく実に東海一の勝地といふへし 山邊赤人 田子の浦に 打出て見れハ 白妙の ふしの高根に 雪ハふりつヽ | 山邊赤人                     |  |      | 広重      | 伊勢市 | 江尻         | 三保の浦 羽衣松の由来 江尻の東 清水の湊より海濱を廻りて壹里余 三保の洲崎へ至る駿海（しゆんかい）一の名所にして風色世に知る所なり 羽衣松は同所にあり 里言にいふ むかし天人降（くだ）りて松に羽衣をぬき置しを 漁師（れふし）ひろひ取て返さず 天女かりに漁師が妻となり 辛労（くらう）して羽衣を取りかへし 天に帰りしと言傅ふ 羽衣の松 今猶存せり | 天女                                  |
|      | 広重 | 伊場久 | 府中            | 安部郡に流るゆゑにあべ川と唱ふ 水源（ミなもと）は甲斐の白根が嶽（たけ）より落（おつ）る 急流にして大井川に双ぶ大河也 東岸に みろく茶屋とて餅をあきなふ あへ川餅の名 是より起る 名産安部茶は 府中の北 足久保より出る 関東茶園の第一にして 多く世に用る 上方宇治 信楽にるゐす 駿河路や 花橘も 茶の匂い はせを | 安倍茶の茶摘みをする女性     |  |      | 広重      | 伊場仙 | 丸子         | 手越の古驛 手越の古駅ハ丸子の東にして あべ川の西岸（さいがん）にあり むかし 中将重衡囚れて鎌倉に下り給ふ時 此所に宿り給ふ 頼朝公深く痛（いたハ）り 手越の長者が娘千壽（せんじゅ）の前といへるを御伽（おとぎ）に付（つけ）られける 此女眉姿（ミめかたち）心様も優にして 糸竹の道さへ勝れ 琵琶琴 或ハ今様の白拍子を舞て心を慰めわかれけるが 重衡討れ給ふときヽ 墨の衣にさまをかへ 信濃の國善光寺にて後世（ごせ）のぼだいをとむらひける 千壽の遺蹟 今も残れり | 平重衡 千手の前                       |
|      | 国芳 | 伊場久 | 岡部            | 蔦の細道神社平（たいら）の上（かミ）の方（かた）に 猫石といふあり 古松六七株の陰に 猫の臥（ふし）たる形に似たる巨巌（こがん）あり 其昔 此所に一ツ家ありて 年ふる山猫老女に化（け）し多くの人に害をなし 人民を悩せしに 天命逃れず終に死して其霊石と化す と世俗にこれを言つたへけれども 其証詳かならず | 老婆に化けた猫 娘            |  |      | 国芳      | 伊場仙 | 藤枝         | 熊谷（くまがへ）次郎直実仏門に入（いり）て上洛し 黒谷の法然上人の弟子となり 蓮生法師と改め故郷へかへる道 藤枝の駅に宿（しゅく）せし家にて鳥目壹〆文（てふもくいつくわんもん）を上洛まで借用して其質物（しちもつ）に十念を授け 故郷へ帰り 其後（そのヽち） 又上洛の砌（みぎり）壹〆文を返し 預け置し十念を 今又我に給ハれといふに いと安き事 と十念を返す 不思議なるハ 初め十念を受し時 池に蓮華十茎（とくき）咲出たるが 今返す時念佛一遍に一莖づヽ消失たり 此奇特を感じ 責（せめ）て一ぺんハ我に残し給ハれと願へバ 念佛一遍を与へ上洛しける 夫（それ）より此家を寺となし 蓮生寺と号するなり | 蓮生法師                              |
|      | 豊国 | 遠又   | 島田の驛 大井川 | 大井川にて 河霧や 百万石も 浪の上 湘夕 | 徒歩渡し                     |  |      | 広重      | 海老林 | 金谷         | 大井川 無事に越しと 島田髷 文のかなやに 告るふる郷 梅屋 | 徒歩渡し                              |
|      | 国芳 | 伊場仙 | 日坂            | 昔 此駅に何某の浪人妻妊娠しける 夫ハ忠義の為に吾妻（あづま）へ赴くに 其帰（かえり）を待居たりし ある夜 佐夜の中山沓掛松原にて盗賊出て恋慕し 絶（たへ）ざるにより斬殺し行衛（ゆくえ）しれす 此女日比（ひごろ）念ずる観世音僧と現じ 亡婦の懐なる赤子に飴をあたへ養育なさしむ 夫此事をしらず 夢見あしきゆへ 急ぎ我家へ帰る道にて夜啼石のはなしを聞て なほなほ奇異の思ひをなし 夜にかヽり沓掛松原の石の辺（ほと）りを通りしに 妻の亡霊あらハれ くハしき事を物語り懐の赤子を渡し 夫（それ）より魂魄（こんはく）付（つき）まとひて 終に敵を討（うた）しけり                                                          | 夜泣き石 妻の亡霊 夫         |  |      | 国芳      | 伊場仙 | 掛川         | 此驛に下逆（しもさか）の鍛冶あり 昔福岡宗吉といふ名匠（めいかじ） 帝の勅命を受（うけ） 大井川の水に和（くわ）し剱一口（けんひとふり）打得たり 帝御幸（ミゆき）あつて業を試んと新刃（あらミ）を水にひたして 急流の上より藁一筋を流さしめ 其藁此剱の影を流（ながれ）ず 却（かへつ）て水上（みなかみ）へ逆上るゆへ 帝感じ給ひ 名を下逆と勅号す 其後青江某の家に傳え 青江下逆と呼ぶ 此刀一度紛失し 福岡貢種々辛苦して 勢州二見浦にて手がヽりを得て 竟（つい）に刀を手に入 主家（しゅうか）を興す 忠臣稀なり この因（ちなみ）によってこれを圖す | 福岡貢                                |
|      | 豊国 | 伊勢市 | 袋井            | 桜ヶ池の由来 ある夜法然上人の庵へ 女性来りて我ハ艮嶽（こんがく）の源皇阿闍梨（げんくわうあじゃり）より龍善三會の暁（さとり）をまたんため 桜か池ニ入宮して今ハ龍身となれり 然るニ忽身の鱗の合ニ 数万の虫わきて 日に三度 夜に二度身を苦（くる）むる事堪がたし あハれ桜か池ニ来て 此苦（くるし）ミをたすけてたへと涙を落して頼ける 上人夢覚（さめ）て桜か池ニ至り給へハ 水中より化龍（けりゅう）顕れ 上人と答和す 上人龍ニ向給ひて称名念仏し給へハ ふしぎや忽身の鱗落てなめらかになり うれしけに永くみろくの世をまたんとて 又水中にいりしとなり                                                                   | 龍の化身の女性               |  |      | 国芳      | 伊場久 | 見附         | 金札鶴 みかの橋の東爪 西嶋より十町ばかり左の方に 岩井村と云有（あり） 里諺（りげん）ニ曰 むかし右大将頼朝卿 鶴の齢を様（ため）さんとて 鶴の脛（はぎ）に金札を付て年号をしるし放ち給ふとかや 今の世にもその鶴 このほとりに舞遊ぶという | 源頼朝 鶴                             |
|      | 広重 | 遠又   | 見附（異版）    | 上方より下りの時この宿にてはじめて冨士を見るゆゑに見つけと名付るとぞ うなぎなまづすっぽんハこの宿の名ぶつなれば そのゑんをとり こヽにうつすハ膝栗毛本文三嶌泊りの滑稽にて何れも様方御存なれど 只すつぽんの因により童子の笑ひを催さんのミ すつぽんをこヽに画くのハこぢ付と笑ハれたらばゆびをくハへり 一立斎 膝栗毛滑稽 | 東海道中膝栗毛               |  |      | 国芳      | 遠又   | 濱松の驛     | 平重衡卿 西海の合戦に打ちまけとらハれとなりて 鎌倉へ下り給ふとき 池田の宿に泊り給ふに 熊野侍従出て宗盛卿に寵せられしを思ひなつかしくて 琴弾哥うたひて勞を慰めける | 熊野 平重衡 梶原景時                  |
|      | 国芳 | 遠又   | 舞坂の驛        | 沖遠く 白帆の蝶も まい坂に うち寄るなみの 花をこそ見れ 梅屋 | 毛剃九右衛門                 |  |      | 豊国      | 小嶋   | あら井       | 李花集云（りくわしふにいわく） 延元四年春の頃 遠江国井伊城（ゐいき）濱名の橋かすミ渡り 橋本の松原はまの浪かけて はるばると見わたし あしたゆふべの気色おもしろくおぼえ侍りければ 夕暮はみなともそことしらすげの いり海かけてかすむ松原 宗良親王 | 旅日記を記す女性                      |
|      | 広重 | 伊場仙 | 白須賀          | 女谷之傳 女谷は白須賀の東 橋本にあり 昔の宿驛にして 建久元年頼朝公上洛し給ふ旅舘の旧跡なり 此時 橋本の長より遊女群参す 故に其名あり 其頃 右大将に寵を得し女ありしが 頼朝薨（こう）じ給ふ後 貞操にして尼となり妙相と号し 一寺を建立して永く行ひすましける 今橋本の教恩寺 是なり | 妙相                         |  |      | 広重      | 伊場久 | 二川         | 娘「ひざくり毛ハ いくどミてもおかしいねェ いまよんでいるところハ ふた川だがね これより前の干物（ほしもの）をミて ゆうれいだとおもつてこわがるところがおかしかつたよ」「何 そこをよんできかせろとかへ そんなら マァ下のゑを御らんな あのとほりだよ」 膝栗毛三編下に曰 こハこハあまどをあけたところが なにかにハのすミにしろいものがふハふハ 北八きやつといつてたをれる 弥二「ヤァどうしたどうした」北八「どうした所かあれを見なせへ」弥二「あれとハ」北八「しろいものが立つていらァ」弥二「どれどれ」ト ふるへながらそつとのぞき これもきやつといつてたをれる このさわぎにかつてよりていしゆかけいで ていしゆ「ヤレどうなさいました」北八「イヤ小べんにいつた所が あそこに何かしろいものがいやした」ていしゆ「イヤあれハ せんたく物をわすれたのでございます」 | 娘 東海道中膝栗毛                     |
|      | 豊国 | 伊勢市 | 吉田            | うちそよき 霰（あられ）の鹿の子によろこひを まねくよし田の 二階穂の稲 梅屋 | 飯盛女 侍                    |  |      | 国芳      | 伊場久 | 御油         | 山本勘助草盧 宝飯（ほい）郡小坂井の東牛久保村ニ有り 初此郷に住で 躬（ミづから）隴畝（ろうほ）に耕し ある時ハ 別國に漂流して 専ら軍學を鍛ふ 又天文地理を暁（さと）し 韜畧（とうりゃく）を諳（そらん）じ 胸中に八陣を蓄（たくはへ） 此牛久保村を蟄（ちつ）す 其頃 甲州の太守武田大膳大夫春信 駕を枉（まげ）てこれを顧る事三度に及び 人を屏して籌（はかりごと）を精好する事日々に密なり 日數（ひかず）僅（はつか）に十五日の間に信州に於て九城を陥す 是皆軍師の計策に據（よる）也 或人（ミなひと）云 和朝の臥龍 明の劉基にも比せんや 其頃名高き竹中 穴山 佐奈田など 此山本勘助が門子とぞ聞（きこ）えし | 山本勘助 勘助母 武田晴信              |
|      | 広重 | 伊場仙 | 赤阪            | 宮路山の故事 昔 太政大臣師長 尾張の国にさすらへ 配所のつれづれこの宮路山に分入木々の紅葉を眺めつゝ 辺りの岩に腰を掛 琵琶を弾じ居給ひしに いづくとも美女來り調につれて唱哥なす 師長是を見かへり給へバ 即ち鬼神の姿と也 我ハ此山の水神なり 御身が秘曲の勝れしまゝ 茲に形を顕す也と 其侭消失にける也 | 藤原師長 水神の化身の美女    |  |      | 国芳      | 小嶋   | 藤川         | 藤川水右衛門ハ 私のしゆいをもつて同家中磯貝兵太夫をやミ討になし 長光の刀をうはひ立退（たちのき） 行方をかくす 然るニ兵太夫倅兵助 父の仇（あた）を討んと所々をたづぬる内 眼病を煩ひ ある時水右衛門ニ出合しに 眼病ゆゑやミやミとかへりうちになる 其弟 終ニ水右衛門を尋（たつね）出し本望をたつす 藤川と云う名の因ニ依てこゝに出す | 藤川水右衛門 磯貝兵助                 |
|      | 広重 | 伊場久 | 岡崎            | 矢矧の宿 古（いにしえ）の駅宿（ゑきじゅく）なり 昔 牛若丸奥州下向の折から 爰（こゝ）に逗留ある 矢矧の長者か娘浄瑠璃姫に深（ふかく）思（おもは）れ 比翼の契浅からざりしが 望有身（のぞミあるみ）と旅路に赴く 姫は別れを惜しみつゝ 遂に館を忍び出 あとをしたひてたどりしが 道にてはからずむなしく成（なり）ける この姫いまた世にある時 十二段の物語に音節付て諷（しらべ）ける 是浄瑠璃の初なり 今 西矢矧村に其塚有 | 浄瑠璃姫                     |  |      | 国芳      | 伊場仙 | 池鯉鮒       | 在原業平朝臣吾妻下りの時 八ツ橋のほとりに杜若（かきつばた）いとおもしろうさきけるを見て かきつばたといふ五文字を句のかしらにすへて 旅の心をよまんとてよめる から衣 きつゝなれにし つましあれば はるはるきぬる 旅をしぞおもふ | 在原業平                              |
|      | 豊国 | 伊勢市 | 鳴海            | 鳴海より壹里ほど東に有松村といふあり 此所の名物ハ 細き木綿をいろいろに絞りて紅と藍とに染分（そめわけ） 諸國へ商ふ これをありまつしぼりといふ 店前に多くかざりてこれをのみあきなふ家所々にあり | 括り作業をする女性           |  |      | 豊国      | 遠又   | 宮の驛       | 反魂塚 むかし 藤といふ女有 其夫 奥州の方へ遠征に行て久しく帰らす 妻これを嘆きて終に空しくなる 夫 月を累ねて帰り愁傷し 東岸居士といふ名僧に願ひけれバ 反魂の法を行ひ姻中に姿をあらハしたまふ その藤女か塚といふ | 藤姫の霊 夫                           |
|      | 国芳 | 小嶋   | 桑名            | 舩のり徳藏の傳 桑名屋徳藏ハ 無双の舩のり也 大晦日にハ舩を出さぬ法也けるニ ある年大晦日ニ舩を出し 沖合にて俄に大風大波立て 大山の如き大坊主舩の先へ出ける 徳藏少しも恐れずかちを取り行ニ くだんの化物 いかに徳藏こハくはなきやと尋るに 徳藏びくともせず 渡世より外にこハきものハなしと大おんニよハゝりけれハ かの化物此一言ニおそれけん 雪霜のごとくきえうせ 波風なく本の如くニ舩ハはしりしとなん 徳藏が大たんのほと これにてしるべし | 桑名屋徳藏 大坊主            |  |      | 豊国      | 小嶋   | 四日市       | 那古海蜃楼 此浦より春夏の間 蜃楼海上に立つ 諺にいはく 伊勢太神宮（いせだいじんぐう）尾張の熱田宮（あつたのミや）へ神幸（しんこう）ありといふ 行幸（ぎょうこう）旌蓋（せいかい）前後にあり また諸侯行列の躰（てい） またハ樓臺（ろうたい）宮殿のかたち鮮（あざやか）にて 時に漁人（ぎょじん）見ることあり たちまち須臾（しバらく）のあいだに消えぎえとなる 按（あんず）るに 潮水（うしお）の気陽精に乗じてたち昇るなり 陽炎（かげろう）の類ひにやあらんとなり | 海女姿の洗い髪の女性                  |
|      | 国芳 | 小嶋   | 石薬師          | 義經逆桜ハ 石薬師寺の向ひ 民家の裏少し林の内にあり むかし範頼上洛の時 名馬生唼（いけづき）の出し所ハこゝならんとめぐり見給ひ 馬の鞭を倒（さかしま）にさし給ふ 後に枝葉栄えり 義經逆桜と云か田畠の内ニ有 ちなみニよつて こゝへ義経をゑがくものなり | 源義経 弁慶                  |  |      | 国芳      | 伊場仙 | 庄野         | 此驛の東に植野村といふ所あり 名馬生唼（いけずき）の出所なり 昔 此所の長者 野登の観音の示現によって此馬を得て 右大将頼朝卿へ捧げけり その後 佐々木四郎高綱へたまハりて 夫（それ）より宇治川の先陣をぞなしたりけり | 佐々木四郎高綱                        |
|      | 広重 | 伊場久 | 亀山            | まだ霧ふかき 朝まだき城のこなたの松原にて 源之丞が二人りの倅 かんなん辛苦も時を得て 恨ミかさなる水右衛門を首尾よく討取 本地に返り 名を萬代に残しける めでたしめでたし 石井が隠妻（ことつま）お松といへるハ 明石の里に侘住ひ 二人り子供を養育し 賎（しづ）が手業に世を送る まづしき中に操を立 夫の身の上物案じ しばしまどろむ夕暮に 門辺にたゝずむ源之丞 昔にかハらぬ立派の出立 お松ハ嬉しく出迎ひ 御堅固なりしか我夫 といハんとすれバ こつぜんとねふりハさめて逆夢（さかゆめ）なる 返り討ときくよりもひたんに袖をしぼりしが 思ひ定めて幼子を舅の源蔵に預け置（おき） みどりの黒髪をおし切て 菩提の道に入にける | おまつ 石井源之丞 草履取袖助 |  |      | 広重      | 海老林 | 関           | 関の地藏尊再興のとき 一休和尚に開眼を乞（こひ）けれバ犢鼻褌（ふんどし）をときて 地藏の首にまとひし事は 世に傳えて知るところなり 高須の遊君地獄といふ女 一休を尊信して信解（しんげ）を請（うく）る 其始連哥問答のことハ 事繁けれバ こゝに誌さず その面影（かたち）を圖するのミ | 一休宗純 地獄太夫                     |
|      | 広重 | 遠又   | 坂の下          | すゝか山鈴鹿の神社の由来 昔 天智天皇の皇弟皇子 大友の乱をさけ 此すゞか山にわけ入給ふに 柴の庵に壹人の翁あり 皇弟こゝに宿し給ふ 翁つくづくと見奉り 君ハ王位龍顔顕れまします われにひとりの姫あり 君に相ならふて相貴（たつと）しとて 皇弟に奉る 則最愛あつて 我ハ浄見原親王也とて しばらく此家に忍ひ給ふ 翁 誠心を尽し 位奉り後 大友を亡（ほろぼ）し 位に即（つき）給ふ 天武天皇是也 鈴鹿の社ハ 此翁を祭ると云 | 浄見原親王 翁 娘             |  |      | 国芳      | 伊勢市 | 土山         | 延暦年中 奥州安部高丸 天命に叛（そむき）しかハ 田村将軍追討として 駿州清見が関まで赴（おもむ）きしが こゝに合戦の時清水観音霊験の事あり 又 鈴鹿山鬼神退治の時も観音の功力にて婦女とけし 田村を導き是を討しむ その眷属どもに数多（あまた）矢を放ち給ひ 残らず悪鬼を亡すなり | 坂上田村麻呂 安倍高丸 鈴鹿御前 大嶽丸 |
|      | 国芳 | 伊場久 | 水口            | 昔 高嶋といふ所に百姓の娘大井子（おほゐこ）といふ大力の女あり 力ある事を恥て 常にハ出さず 農業の間にハ馬を牽（ひき） 旅人（りょじん）を乗（のせ）て活業（なりわい）とす 折節 田に水をまかする頃 村人大井子と水の事を論じ 女と侮り 彼が田へ水のかゝらぬやうにせしかバ 大井子憤りて ある夜六七尺四方なる石を持来り かの水口（みずくち）に置けり 夜明て村人おどろき数人にて取んとすれど 中々動ず悩しに 大井子が仕業ときゝ 詮方なく種々（いろいろ）侘びけるゆへ 彼大石をかるがると引退（ひきの）けり 大力におそれて水論ハ止（やミ）けるとぞ 今に此地に水口石（ミなくちいし）とて残りける也                         | 大井子                       |  |      | 国芳      | 伊勢市 | 石部         | いせもとり ならふ枕の 二見潟 かたき石部で とらる合宿 梅屋 | 信濃屋お半                            |
|      | 国芳 | 海老林 | 草津            | 延喜八年 秀郷勢田の橋を過ぐるに 龍婦女と化して 三上山の百足を亡（ほろハ）し給ハれと願ふ よって 秀郷かの蚣（むかで）を射る すなハち 其恩として龍宮へ伴ひ あまたの宝をおくる | 俵藤太 龍女                  |  |      | 国芳 広重 | 伊場仙 | 大津         | 大津繪の 筆のはしめは 何佛 | 土佐又平 又平妻                       |
|      | 広重 | 伊場仙 | 大津（異版）    | 大津繪の 筆のはしめは 何佛 | 大津絵の踊り                 |  |      | 広重      | 伊場久 | 京           | 綾にしき 織れるミやこは たてぬきに ゆきかう人も しげき大橋 梅喜 三條大橋ハ東國より平安城に至る候口にして貴賤の行人常にたへず 皇都のはんくわ この橋上に見へたり 四方の山川 名所 旧跡 遠近につらなり 展望尽ることなし | 橋上の女性と少女                      |

### 註釈
1. ↑  内田実が昭和5年（1930年）に刊行した『広重』の「作画総目録」によれば、これら以外に「京都」の異版があるという。ただし、平木浮世絵財団の松村真佐子や浮世絵研究者の赤間亮によれば未見とのことである。尚、浮世絵研究者の吉田暎二は62枚と記載している[7][8]。